# Ischasia nevermanni
Ischasia nevermanni là một loài bọ cánh cứng trong họ Cerambycidae.